# Strobilanthes birmanica
Strobilanthes birmanica är en akantusväxtart som först beskrevs av Cornelis Eliza Bertus Bremekamp, och fick sitt nu gällande namn av Walter John Emil Kress och Defilipps. Strobilanthes birmanica ingår i släktet Strobilanthes och familjen akantusväxter. Inga underarter finns listade i Catalogue of Life.